# 닉 리만도
니컬러스 폴 "닉" 리만도(Nicholas Paul "Nick" Rimando, 1979년 6월 17일 ~ )는 MLS 넥스트 프로 레알 모나크스의 골키퍼 코치로 재직 중인 미국의 전 축구 선수이자 현 축구 지도자로 현역 시절 레알 솔트레이크의 주전 골키퍼로 오랫동안 활약했으며 간혹 보이는 보통 이상의 기술 능력과 근접한 거리에서도 선방을 해내는 놀라운 반사신경으로 알려져 있다.

## 경력

### 대학교
캘리포니아주 몬트클레어 출신으로, 리만도는 몬트클레어 고등학교를 다녔고, UCLA에서 대학 축구를 하였다. 1997년, 1학년에 재학중일 당시, 그는 득점 성향을 보이기도 하였으며, 브루인스는 대학컵에서 우승을 거두었다. 2학년을 마친 후, 그는 MLS의 프로젝트-40 계약을 체결하였다.

### 프로 경력
리만도는 2000년 MLS 슈퍼드래프트에서 35번째로 선택되어 마이애미 퓨전에 입단하였고, 놀랍게도 제프 카사르의 주전 자리를 빠르게 꿰찼다. 그는 신예 선수로 22경기에 출전하였고, 2년차에 25경기 출전하였으며, 퓨전이 2001년에 MLS 서포터스 실드를 우승하는데 일조하였다. 퓨전의 계약이 2001년을 끝으로 종료되면서, 리만도는 D.C. 유나이티드에 의해 배치 드래프트에서 3번째로 선정 (마이애미 시절 감독인 레이 허드슨이 유나이티드의 신임 감독으로 취임하였다.) 되었다.
DC 소속으로, 리만도는 2002년에 전경기 출전하였고, 2003년에는 부상으로 시즌 막판에 결장하기 전까지 25경기 출전하였다. 2004년에 허드슨 감독이 팀을 떠나자, 그는 트로이 퍼킨스에게 주전 골키퍼 자리를 빼았겼으나, 꾸준한 활약으로 다시 주전이 되었고, DC의 MLS컵 우승에 든든한 힘이 되어주었다. 2005년, 그는 매 경기 출전하며 주전 직위를 회복하였으나, 2006년에 또다시 주전을 퍼킨스에게 빼앗겨 시즌 내내 2번의 경기에 출전하는데 그쳤다.
2006년 12월 11일, 리만도는 프레디 아두와 레알 솔트레이크로 맞교환되었다. 그는 이후 2월 9일에 뉴욕 레드불스로 거래되었으나, 2월 23일에 주전 골키퍼였던 스칼 갈리크의 갑작스러운 은퇴로 레알 솔트레이크에 복귀하였다.
리만도는 2007년 시즌동안 레알 솔트레이크의 주전 키퍼였다. 그의 팀은 계속적으로 곤경에 빠졌고, 플레이오프와 인연을 맺은 적이 없었으나, 리만도는 골네트를 잘 방어하였다. 그는 27경기에서 146번의 선방을 기록하였는데, 이 중에는 뉴잉글랜드전 (6월 2일, 0-0으로 비긴 경기에서의 13번 선방) 과 토론토 (9월 15일, 0-0으로 비긴 경기에서의 12번 선방) 이 포함되어 있었다. 그는 끊임없는 노력으로 시즌 말에 2007년 레알 솔트레이크의 MVP로 선정되었다.

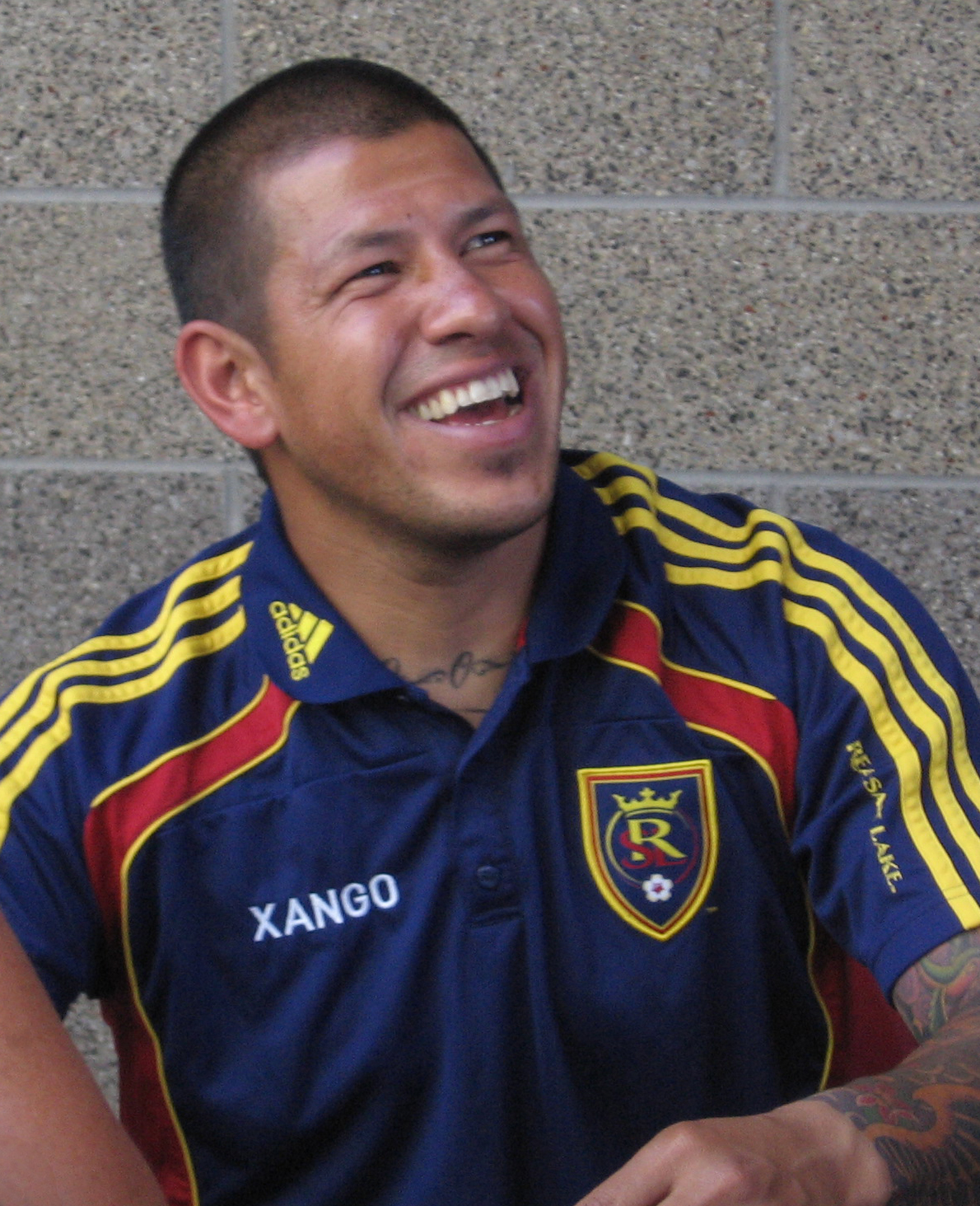
2010년 8월, "선수와의 만남"에서의 닉 리만도

리만도는 2008년과 2009년에도 솔트레이크의 주전 키퍼로의 역할을 계속하였다. 그는 리그에서의 최고 골키퍼들 중 한명으로 부상하였고, 이는 2008년 7월 이달의 선수상이 그것을 증명해주었다. 그의 골대 사이에서의 훌륭한 활약과, 팀의 수비 능력이 조합되면서, 팀은 2008년에 웨스턴 컨퍼런스 결승에 올랐고, 2009년에는 그보다 더 높이 올라갔다. 시카고 파이어와의 이스턴 컨퍼런스 결승에서, 레알 솔트레이크는 120분의 혈투를 득점없이 비겼다. 리만도는 정규 시간과 연장전에 여러 차례 상대 공격을 선방하였고, 이후 승부차기에서 세번을 더 선방하면서, 팀의 승부차기 5-4 승리를 이끌었다. MLS컵 챔피언십 경기에서, 리만도는 또다시 승부차기에 직면하였고, 이번에도 승자가 되었다. 그는 세차례의 선방으로 레알 솔트레이크의 로스앤젤레스 갤럭시전 승리로 장식하였다. 그의 공로로, 그는 MLS컵의 MVP가 되었으며, 그는 2000년 토니 메올라와 더불어 MVP로 선정된 유이한 골키퍼가 되었다.
2010년, 레알 솔트레이크는 자신감을 가지고 새로이 시즌을 시작하였고, 메이저 리그 사커 역사상 최고의 수비를 갖춘 팀이라고 평가 할 수 있는 팀으로 성장하였다. 리만도를 수문장으로 둔 솔트레이크는 MLS의 한 시즌 최소골 실점 기록을 세웠는데, 레알 솔트레이크는 30경기에서 20골만 실점하였다. 리만도는 한 시즌 최다 무실점 (14경기) 기록과 함께 최장 시간 무실점 (568분)이라는 기록을 세웠다. 더 나아가서, 팀은 최다 골득실 (+25) 기록도 세웠으나, 댈러스와의 플레이오프 1라운드에서 패하였고, 전 시즌에 획득한 MLS컵의 타이틀을 방어하는데 실패하였다. 이렇게 시즌 내내 우수한 활약을 펼쳤음에도 불구하고, 미국 프로 축구 역사상 최고의 골키퍼들 중 하나로 손꼽히는 리만도는 MLS 올해의 골키퍼로 선정되지 못하였다. 상은 로스앤젤레스 갤럭시의 도너번 리켓츠에게 수여되면서 리그 내에 몇 가지 논란이 들끓었다.
2011년 2월 4일, 리만도는 레알 솔트레이크와의 계약을 연장하였고, 그는 2013년 시즌까지 클럽에 남게 되었다.
2013년 3월 3일, 리만도는 산호세 어스퀘이크스전에서 2-0 승리를 획득하며 MLS에서 100경기 이상 무실점을 기록한 두 번째 골키퍼가 되었다.
2013년 12월, 레알 솔트레이크와 리만도는 캔자스시티의 스포팅 파크로 원정을 떠나 스포팅 캔자스시티와 MLS 챔피언십 경기를 치르었다. 리만도는 10도의 저체온에서도 맹활약을 펼쳤다. 그는 경기 기간 동안 4번의 중대한 선방을 기록하였다. 그 중, 그의 3번째 선방은 최고로 손꼽힌다. 그레이엄 주시는 하프볼리슛을 상단부를 향해 날렸고, 이를 리만도가 크로스바를 살짝 넘어가게 하였다. 경기는 1-1 무승부 이후 승부차기로 이어졌다. 리만도는 맷 비슬러의 킥을 선방하였으나, 레알 솔트레이크는 서든데스 승부차기에서 패하였다. 스포팅 캔자스시티의 골키퍼인 지미 닐센은 중요한 순간에 로렌스 올룸이 슛을 밖으로 찬 이후에 두 차례의 승부차기 선방을 보였다. 지미 닐센은 3개의 부러진 갈비뼈를 가지고 경기에 임하였다. 이 패배에도 불구하고, 리만도는 이 경기에서 훌륭한 활약을 펼쳤다.

### 국가대표팀 경력
비록 주로 팀 하워드의 백업 골키퍼였으나, 리만도는 미국 축구 국가대표팀과나이지리아에서 열린 1999년 FIFA U-20 월드컵과 미국 국가대표팀에서 활동하였다. 그는 2002년 11월 17일, 엘살바도르
그 후로, 그는 2009년에 MLS에서 인상적인 활약을 선보여 밥 브래들리 전 미국 국가대표팀 감독이 전까지 국가대표팀으로부터 차출되기 전까지 그리 많은 관심을 받지 못하였다. 리만도는 FIFA 월드컵을 앞두고 열린 2010년 성인 국가대표팀 훈련에 참가하기 위해 차출되었으나, 그는 최종 엔트리에 들지 못하였다. 그는 그 후로부터 몇 차례 국제 경기에 출전하였으며, 이 중 2012년 1월 25일에 훌륭한 선방을 보였다. 그는 위르겐 클린스만 감독의ㅡ 지도 하에 써드 골키퍼였으며, 2013년 CONCACAF 골드컵에서는 주전으로 임하였다.
2014년 5월 22일, 리만도는 브라질에서 열릴 2014년 FIFA 월드컵의 명단에 차출되었다. 이 대회는 그의 첫 월드컵 출전이 되었다.

## 사생활
리만도의 아버지는 필리핀계이며, 어머니는 멕시코계이다. 2005년 12월, 리만도는 소꿉 여자 친구였던 재키 리틀과 결혼하였다. 그녀도 캘리포니아 출신이며 현재 해체된 WUSA의 워싱턴 프리덤에서 활약했었다. 결혼식은 캘리포니아주 말리부에서 팀동료 벤 올슨의 주례로 진행되었다. 리만도와 리틀 사이에는 젯 니콜라스 리만도와 베니 로즈 리만도라는 두명의 자식을 두고 있다.

## 수상

### 미국
- CONCACAF 골드컵 (1): 2013

### 클럽
D.C. 유나이티드
- MLS컵: 2004
- 메이저 리그 사커 이스턴 컨퍼런스 챔피언십: 2004

레알 솔트레이크
- MLS컵: 2009
- 메이저 리그 사커 이스턴 컨퍼런스 챔피언십: 2009
- 메이저 리그 사커 웨스턴 컨퍼런스 챔피언십 (1): 2013

### 개인
- MLS컵 MVP: 2009
- MLS 올스타 (3): 2010, 2011, 2013
- MLS 올해의 선방: 2012, 2013

## 같이 보기
- 메이저 리그 사커 현역 선수 목록